# Campeonato de España de Atletismo en pista cubierta de 2020
El LVI Campeonato de España de Atletismo en pista cubierta se disputó los días 29 de febrero y 1 de marzo de 2020 en la Pista de Atletismo "Expourense" de Orense.
Junto a las pruebas individuales, se celebrararon los campeonatos de pruebas combinadas (heptatlón y pentatlón).

## Resultados

### Hombres
| Evento              |                                                                                              |                                                                                      |                                                                                  |
| ------------------- | -------------------------------------------------------------------------------------------- | ------------------------------------------------------------------------------------ | -------------------------------------------------------------------------------- |
| 60 m                | Orlando Ortega C.A. Adidas 6"65                                                              | Sergio López At. Alcantarilla 6"67                                                   | Pablo Montalvo A.D. Marathon 6"68                                                |
| 200 m               | Daniel Rodríguez Playas de Castellón 20"90                                                   | Jesús Gómez Nerja Atletismo 21"30 21"28 en series                                    | Javier Troyano At. Málaga 21"49 21"45 en semifinales                             |
| 400 m               | Lucas Búa F.C. Barcelona 46"40                                                               | Samuel García Tenerife Caja Canarias 46,50                                           | Manuel Guijarro F.C. Barcelona 46"66                                             |
| 800 m               | Pablo Sánchez-Valladares F.C. Barcelona 1'53"64 1'50"11 en semifinales                       | Adrián Ben F.C. Barcelona 1'53"76 1'50"07 en semifinales                             | Mariano García C.D. Nike Running 1'53"83 1'50"80 en semifinales                  |
| 1500 m              | Jesús Gómez C.D. Nike Running 3'49"08                                                        | Ignacio Fontes Playas de Castellón 3'49"09                                           | Saúl Ordóñez New Balance Team 3'51"40 3'48"41 en semifinales                     |
| 3000 m              | Adel Mechaal New Balance Team 8'15"74                                                        | Gonzalo García Playas de Castellón 8'16"21                                           | Fernando Carro C.D. Nike Running 8'17"13                                         |
| 60 m vallas         | Orlando Ortega C.A. Adidas 7"56 7"54 en semifinales                                          | Enrique Llopis C.A. Gandía 7"79                                                      | Yidiel Contreras Playas de Castellón 7"84                                        |
| Salto de altura     | Alexis Sastre Playas de Castellón 2,22 m 2,05o/2,10o/2,13o/2,16o/2,18o/2,20o/2,22xxo/2,24xxx | Carlos Rojas Unicaja Atletismo 2,18 m 2,05o/2,10xo/2,13o/2,16xxo/2,18o/2,22xx-/2,24x | Miguel Ángel Sancho Playas de Castellón 2,16 m 2,00o/2,05o/2,10xo/2,16xo/2,18xxx |
| Salto con pértiga   | Igor Bychkov Playas de Castellón 5,42 m 5,22o/5,42o/5,61xxx                                  | Adrián Vallés Grupompleo Pamplona 5,32 m 5,22xo/5,32o/5,42x-/5,49xx                  | Isidro Leyva Nerja Atletismo 5,22 m 4,96o/5,12o/5,22xo/5,32xx-/5,42x             |
| Salto de longitud   | Jean Marie Okutu F.C. Barcelona 7,93 m 7,48/7,78/7,83/7,81/x/7,93                            | Eusebio Cáceres Independiente 7,91 m x/x/7,75/x/7,78/7,91                            | Fco. Javier Cobián Universidad Oviedo 7,80 m x/x/7,27/7,72/x/7,80                |
| Triple salto        | Pablo Torrijos Playas de Castellón 17,18 m x/16,50/16,48/x/16,78/17,18                       | Ramón Adalia A.A. Catalunya 16,29 m 15,38/16,29/x/16,08/15,86/x                      | José Emilio Bellido Playas de Castellón 15,96 m 15,50/15,64/x/15,53/x/15,96      |
| Lanzamiento de peso | Borja Vivas At. Málaga 19,61 m 19,54/19,20/19,61/x/x/19,53                                   | Carlos Tobalina F.C. Barcelona 19,32 m 17,96/x/17,98/18,08/18,43/19,32               | Ángel Poveda Scorpio 71 18,29 m 17,20/17,35/18,29/17,77/17,29/17,69              |
| Heptatlón           | Jorge Ureña Playas de Castellón 6143 pts 6"95/7,54/14,44/2,11/7"91/4,65/2'44"15              | Bruno Comín A.D. Marathon 5480 pts 7"18/6,79/12,37/2,05/8"39/4,65/2'53"59            | Jorge Dávila Playas de Castellón 5423 pts 7"17/6,98/12,60/2,02/8"94/4,35/2'42"06 |

### Mujeres
| Evento              |                                                                                            |                                                                              |                                                                             |
| ------------------- | ------------------------------------------------------------------------------------------ | ---------------------------------------------------------------------------- | --------------------------------------------------------------------------- |
| 60 m                | María Isabel Pérez Valencia Esports Aitana Rodrigo At. San Sebastián 7"38                  |                                                                              | Ona Rossell Cornellá At. 7"40 7"39 en semifinales                           |
| 200 m               | Paula Sevilla Playas de Castellón 23"43 23"33 en semifinales                               | Nerea Bermejo Grupompleo Pamplona 23"56                                      | Sonia Molina Scorpio 71 23"89 = 23"89 en semifinales                        |
| 400 m               | Andrea Jiménez Playas de Castellón 53"73                                                   | Carmen Avilés Dep. Los Califas 54"39                                         | Carmen Sánchez Valencia Esports 54'42                                       |
| 800 m               | Natalia Romero Unicaja Atletismo 2'03"78                                                   | Lucía Pinacchio F.C. Barcelona 2'06"46                                       | Lorena Martín Playas de Castellón 2'07"13                                   |
| 1500 m              | Esther Guerrero New Balance Team 4'11"12                                                   | Marta Pérez C.A. Adidas 4'14"13                                              | Solange Pereira Valencia Esports 4'15"47                                    |
| 3000 m              | Maitane Melero Grupompleo Pamplona 9'12"29                                                 | Beatriz Álvarez Bilbao Atletismo 9'15"01                                     | Lucía Rodríguez C.D. Nike Running 9'19"54                                   |
| 60 m vallas         | Teresa Errandonea Super Amara BAT 8"05                                                     | Caridad Jerez F.C. Barcelona 8"09                                            | Estefanía Fortes Unicaja Atletismo 8"34                                     |
| Salto de altura     | Cristina Ferrando Playas de Castellón 1,85 m 1,68o/1,72o/1,76o/1,79o/1,82o/1,85xxo/1,90xxx | Saleta Fernández Valencia Esports 1,79 m 1,68o/1,72o/1,76o/1,79xo/1,82xxx    | Una Stancev Nerja Atletismo 1,79 m 1,63o/1,68o/1,72o/1,76xxo/1,79ox/1,82xxx |
| Salto con pértiga   | Miren Bartolomé Grupompleo Pamplona 4,32 m U23 3,81o/4,06xo/4,16o/4,26o/4,32xo/4,38xxx     | Malen Ruiz de Azúa Valencia Esports 4,26 m 4,06xo/4,16o/4,26xo/4,32xx-/4,38x | Maialen Axpe At. San Sebastián 4,16 m 3,66o/3,81o/4,06xo/4,16o/4,26xxx      |
| Salto de longitud   | Fátima Diame Valencia Esports 6,47 m 6,18/6,47/6,40/x/6,31/6,38                            | Laila Lacuey Grupompleo Pamplona 6,27 m x/5,94/6,23/6,27/6,02/6,11           | Leticia Gil Playas de Castellón 6,19 m 5,55/6,16/x/x/6,19/6,09              |
| Triple salto        | Ana Peleteiro C.A. Adidas 13,90 m 12,58/13,90/13,90/x/x/x                                  | Patricia Sarrapio Playas de Castellón 13,71 m x/13,71/x/x/13,64/13,53        | Marina Lobato F.C. Barcelona 13,12 m 13,01/13,12/x/x/x/x                    |
| Lanzamiento de peso | Úrsula Ruiz Valencia Esports 16,42 m x/15,48/16,42/x/x/x                                   | Belén Toimil Playas de Castellón 16,16 m x/13,39/13,98/16,16/16,11/x         | Mónica Borraz A.D. Marathon 14,99 m x/14,99/x/x/x/x                         |
| Pentatlón           | María Vicente C.D. Nike Running 4143 pts 8"47/1,67/12,07/6,05/2'23"99                      | Claudia Conte Playas de Castellón 4123 pts 8"87/1,79/11,20/5,69/2'17"65      | Patricia Ortega At. San Sebastián 4118 pts 8"61/1,67/11,78/5,64/2'13"17     |

 = Récord nacional
 = Récord de los campeonatos
 = Mejor marca personal
 = Mejor marca de la temporada